# منتخب كرواتيا للكرة اللينة للسيدات
منتخب كرواتيا للكرة اللينة للسيدات هو ممثل كرواتيا الرسمي في المنافسات الدولية في كرة لينة للسيدات
.